# Ponte del Piccolo Belt (1970)
Il Nuovo ponte del Piccolo Belt (in danese: Ny Lillebæltsbro) è un ponte sospeso della Danimarca che collega le città di Middelfart nell'isola di Fionia e Fredericia nella penisola dello Jutland.

## Descrizione
Si tratta di un ponte sospeso di 1700 m, con una luce massima di 600 m; l'altezza delle torri raggiunge i 112 m, mentre il piano stradale è collocato a 42 m sul livello del mare. Con una larghezza di 31 m, il ponte ospita le 6 corsie (tre per senso di marcia) della strada europea E20.
Costruito tra il 1965 e il 1970 e inaugurato il 21 ottobre dello stesso anno da re Federico IX, è stato il più grande ponte del Paese scandinavo fino al 1998, anno in cui venne completato lo Storebæltsbroen.

## Galleria d'immagini

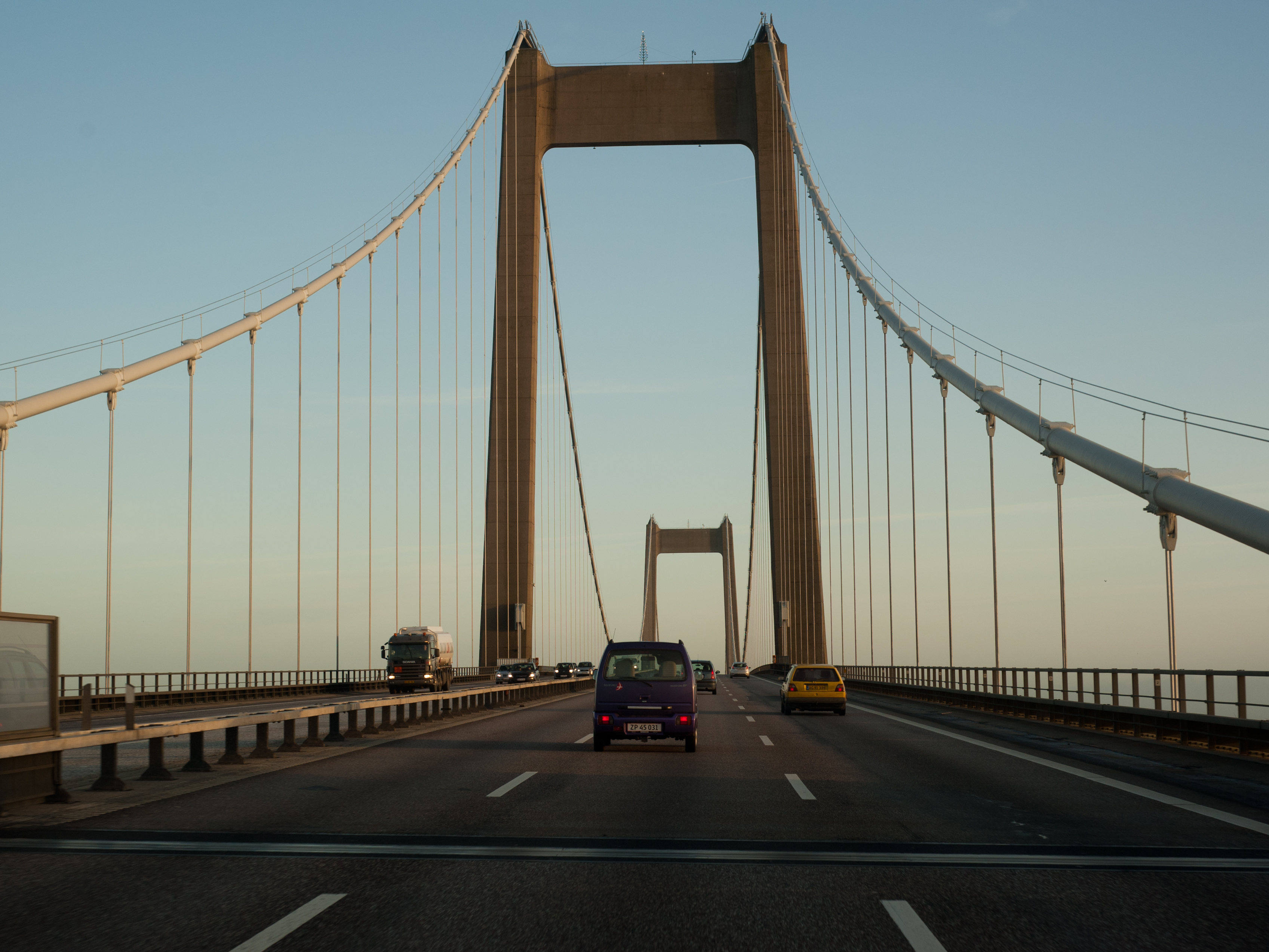
Vista del ponte dal piano stradale
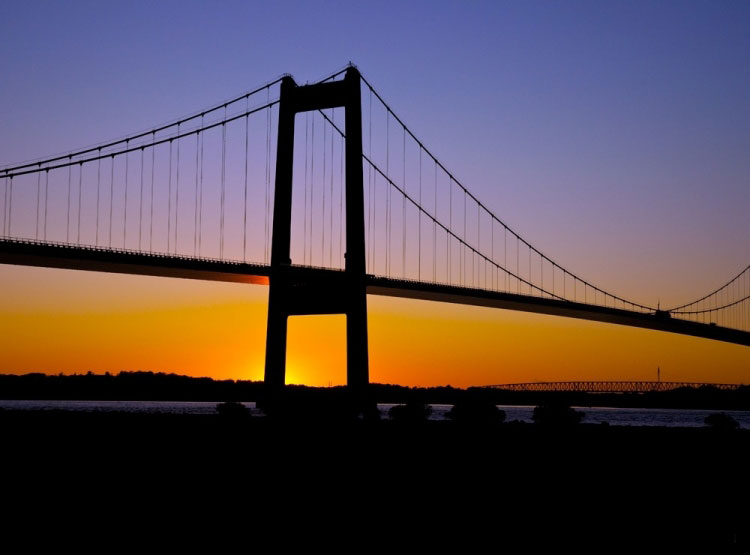
Il ponte al tramonto
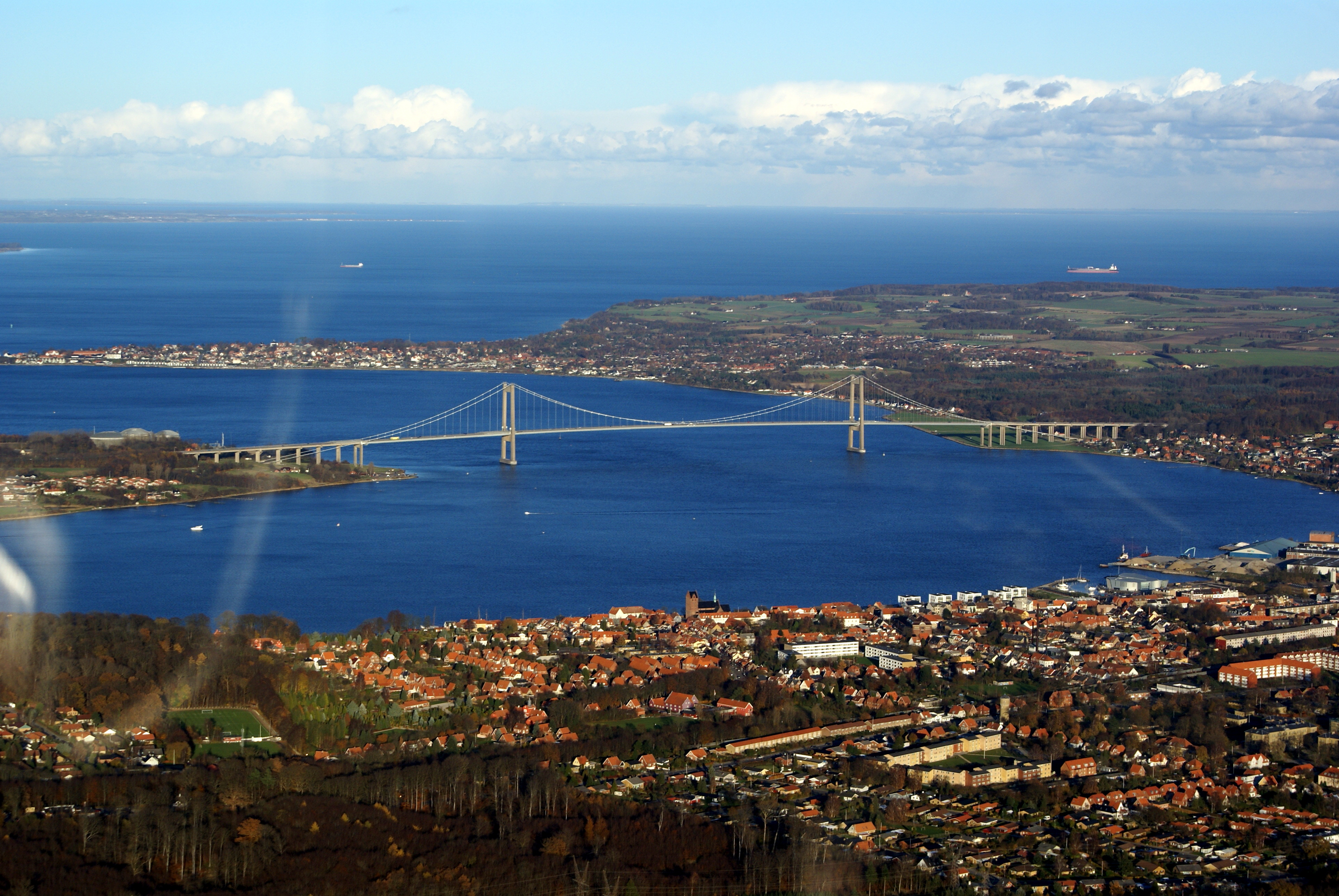
Veduta aerea del ponte